# Força de Defesa do Mausoléu do Presidente Ho Chi Minh
A Força de Defesa do Mausoléu do Presidente Ho Chi Minh (em vietnamita:  Bộ Tư lệnh Bảo vệ Lăng Chủ tịch Hồ Chí Minh), também conhecida como 969º Corpo (em vietnamita:  Đoàn 969), é a força especializada do Exército Popular do Vietname encarregada de proteger e fornecer guardas cerimoniais para o Mausoléu de Ho Chi Minh, subordinada ao Ministério da Defesa Nacional do Vietnã.
Devido ao grande tamanho do mausoléu, ao elevado número de visitantes, às especificações técnicas para a preservação do corpo de Ho Chi Minh, à necessidade de segurança e à necessidade de trabalhos de propaganda, em 28 de dezembro de 1975, o Comitê Permanente da Comissão Militar Central emitiu a Decisão Nº 279/VP-QU aprovando a criação do Comando de Proteção do Mausoléu de Ho Chi Minh. Em 14 de maio de 1976, o Ministério da Defesa Nacional emitiu a Decisão nº 109/QD-QP reestruturando o comando como Força de Defesa do Mausoléu do Presidente Ho Chi Minh, diretamente subordinado ao Ministério da Defesa Nacional.